# Ultralcis latipennis
Ultralcis latipennis là một loài bướm đêm trong họ Geometridae.